# Canthon morsei
Canthon morsei är en skalbaggsart som beskrevs av Henry Fuller Howden 1966. Canthon morsei ingår i släktet Canthon och familjen bladhorningar. Inga underarter finns listade.